# Осмелявам се да те обичам
Осмелявам се да те обичам (на испански: Me atrevo a amarte) е мексиканска теленовела, режисирана от Фернандо Несме, Клаудия Елиса Агилар и Каролина Мехия Лартио и продуцирана от Салвадор Мехия за ТелевисаУнивисион през 2025 г. Версията, разработена от Катя Родригес Естрада и Доменика Тарейо, е базирана на турския сериал Гордата Аси, създаден от Шебнем Чътак и Гюл Дириджан през 2007 г.
В главните роли са Кимбърли дос Рамос, Родриго Гирао, Кристиан де ла Кампа и Марилус Бермудес, а в отрицателните – Марлене Фавела, Орасио Панчери, Сесар Евора, Джаки Соуса и Телма Мадригал. Участват също Кариме Лосано, Лисет, Мими Моралес, Пати Диас и първите актьори Салвадор Пинеда и Игнасио Гуадалупе. Специално участие взема Дана Гарсия.

## Сюжет
В продължение на три поколения семейство Перес-Солер, което е едно от най-влиятелните семейства в Мексико, притежава огромно имение. Тяхната цел е да поддържат успеха и за това Валенте и дъщеря му Виктория работят много усилено, за да запазят земята жива. От другата страна е семейство Санчес-Гера. В миналото майката на Алехандро – Крисанта, и леля му – Дебора, работят за Перес-Солер, докато първата умира при странни обстоятелства. След трагичното събитие те решават да се преместят от хасиендата и Алехандро е отгледан от леля си, странна жена, която таи голяма злоба към семейство Перес-Солер.
Много по-късно, вече като възрастен, Алехандро се завръща в родния си град, преобразен като истински бизнесмен. С горчивия спомен за нещастието, покосило семейството му, младият мъж среща Виктория и започва да се влюбва в нея. Алехандро не знае, че принадлежи към семейството, което поради някаква все още неразкрита интрига е причинило смъртта на майка му. Малко по малко животите на двете семейства се преплитат, за да прекъснат романтиката на младите хора, тъй като техните тайни се разкриват, все по-мрачни и по-перверзни, под дебнещата сянка на Дебора, която е готова на всичко, за да постигне своето страховито отмъщение.

## Актьори
- Кимбърли дос Рамос – Виктория Перес-Солер Пас
- Родриго Гирао – Алехандро Санчес-Гера Мендес
- Марлене Фавела – Дебора Мендес
- Кариме Лосано – Диана Пас Агилар де Перес-Солер
- Орасио Панчери – Алито Буйтрон
- Марилус Бермудес – Марисол Перес-Солер Пас
- Кристиан де ла Кампа – Анхел Монтейро
- Джаки Соуса – Лукресия Монтейро
- Сесар Евора – Валенте Перес-Солер
  - Марк Тачер – Валенте (млад)
- Росио де Сантяго – Палома Перес-Солер Пас
- Рехина Вияверде – Мия Перес-Солер Пас
- Пати Диас – Кармен Гарсия
- Хуан Пабло Хил – Габино Мендоса Гарсия
- Игнасио Гуадалупе – Делфино Мендоса
- Маурисио Аспе – Отец Хуан Диего
- Марко Уриел – Ефраин Малдонадо
- Адриана Пара – Евелия Ромеро
- Артуро Лорка – Д-р Лорка
- Хорхе Гайегос – Факундо Малдонадо
- Ванеса де ла Сота – Химена
- Фернандо Мансано – Северино
- Виктор Уго Вилянуева – Хуан Мендоса Гарсия
- Аранча Руис – Амбър Санчес-Гера Мендес
- Елаин Аро – Елиса Малдонадо
- Серхио Мадригал – Давид Лариос
- Наоми Ернандес – Илда Хименес
- Емилио Паласиос – Макс
- Мариано Сория – Хесус
- Салвадор Пинеда – Дионисио Пас Чавария
- Дана Гарсия – Оливия Агилар де Пас
- Луис Баярдо – Франсиско
- Серхио Клейнер – Луис
- Ребека Манрикес – Естрея
- Лисет – Крисанта Мендес де Санчес-Гера
- Роберто Тейо – Прието
- Мими Моралес – Надя Олмос

## Премиера
Премиерата на Осмелявам се да те обичам е на 24 февруари 2025 г. по Las Estrellas. Последният 87 епизод е излъчен на 22 юни 2025 г.
| Година | Излъчване              | Брой епизоди | Премиера         | Премиера            | Финал       | Финал               |
| Година | Излъчване              | Брой епизоди | Дата             | Рейтинг (в милиони) | Дата        | Рейтинг (в милиони) |
| ------ | ---------------------- | ------------ | ---------------- | ------------------- | ----------- | ------------------- |
| 2025   | понеделник-петък 18:30 | 87           | 24 февруари 2025 | 4.68                | 22 юни 2025 |                     |

## Продукция
На 25 октомври 2024 г. теленовелата Осмелявам се да те обичам е обявена като предстоящ проект на продуцента Салвадор Мехия. На 5 октомври 2024 г. Марлене Фавела е обявена за антагонистката в историята. Седмица по-късно е съобщено, че актьорите Кимбърли дос Рамос и Родриго Гирао ще изпълняват главните роли. През остатъка от месеца продуцентът обявява имената на останалите актьори, включително Орасио Панчери, Марилус Бермудес, Кристиан де ла Кампа, Кариме Лосано и Сесар Евора. На 25 ноември 2024 г. е обявено, че Дана Гарсия е гостуваща актриса в теленовелата. Записите на теленовелата започват на 3 декември 2024 г.

## Версии
- Гордата Аси, турски сериал, излъчен в периода 2007 – 2009 г., създаден от Шебнем Чътак и Гюл Дириджан и режисиран от Джевдет Мерджан, с участието на Туба Бююкюстюн и Мурат Йълдъръм.